# Lista över fornlämningar i Västerås kommun (Ängsö)
Lista över fornlämningar i Västerås kommun (Ängsö) är en förteckning av ett urval av de fornlämningar som finns i Ängsö i Västerås kommun.
| Namn                       | Lämningstyp             | Tillkomsttid | Historisk indelning | Plats | Läge                 | ID-nr          | Bild                                 |
| -------------------------- | ----------------------- | ------------ | ------------------- | ----- | -------------------- | -------------- | ------------------------------------ |
| Ängsö 1:1                  | Stensättning            |              | Ängsö, Västmanland  |       | 59.555576, 16.899303 | 10233800010001 | Ladda upp en bild av detta fornminne |
| Ängsö 2:1                  | Gravfält                |              | Ängsö, Västmanland  |       | 59.543246, 16.847935 | 10233800020001 | Ladda upp en bild av detta fornminne |
| Ängsö 3:1                  | Stensättning            |              | Ängsö, Västmanland  |       | 59.542835, 16.866902 | 10233800030001 | Ladda upp en bild av detta fornminne |
| "Jättens grav" (Ängsö 5:1) | Röse                    |              | Ängsö, Västmanland  |       | 59.489529, 16.923058 | 10233800050001 | Ladda upp en bild av detta fornminne |
| Ängsö 6:1                  | Gravfält                |              | Ängsö, Västmanland  |       | 59.513147, 16.883690 | 10233800060001 | Ladda upp en bild av detta fornminne |
| Ängsö 9:1                  | Stensättning            |              | Ängsö, Västmanland  |       | 59.512157, 16.883968 | 10233800090001 | Ladda upp en bild av detta fornminne |
| Ängsö 10:1                 | Stensättning            |              | Ängsö, Västmanland  |       | 59.512731, 16.883496 | 10233800100001 | Ladda upp en bild av detta fornminne |
| Ängsö 12:1                 | Hög                     |              | Ängsö, Västmanland  |       | 59.550326, 16.848792 | 10233800120001 | Ladda upp en bild av detta fornminne |
| Ängsö 12:2                 | Stensättning            |              | Ängsö, Västmanland  |       | 59.550200, 16.848841 | 10233800120002 | Ladda upp en bild av detta fornminne |
| Ängsö 16:1                 | Stensättning            |              | Ängsö, Västmanland  |       | 59.540421, 16.839798 | 10233800160001 | Ladda upp en bild av detta fornminne |
| Ängsö 21:1                 | Minnesmärke             |              | Ängsö, Västmanland  |       | 59.531932, 16.844851 | 10233800210001 | Ladda upp en bild av detta fornminne |
| Ängsö 46                   | Grav- och boplatsområde |              | Ängsö, Västmanland  |       | 59.544716, 16.847117 | 12000000075340 | Ladda upp en bild av detta fornminne |
| Ängsö 108                  | Lägenhetsbebyggelse     |              | Ängsö, Västmanland  |       | 59.545056, 16.846176 | 12000000075402 | Ladda upp en bild av detta fornminne |
| Ängsö 109                  | Gravfält                |              | Ängsö, Västmanland  |       | 59.543748, 16.849520 | 12000000075403 | Ladda upp en bild av detta fornminne |
| Ängsö 150                  | Lägenhetsbebyggelse     |              | Ängsö, Västmanland  |       | 59.545322, 16.849926 | 12000000075494 | Ladda upp en bild av detta fornminne |